# ورزشکاه کلیفتون هیل
ورزشکاه کلیفتون هیل (به انگلیسی: Cliftonhill) یک ورزشگاه در بریتانیا است که در لانارکشر شمالی (اسکاتلند) واقع شده‌است.